# Стегниківці
Стегни́ківці — село в Україні, у Байковецькій сільській громаді Тернопільського району Тернопільської області. Розташоване на річці Гніздечна, в центрі району.
До 2015 — центр Стегниківської  сільської ради. Від вересня 2015 року ввійшло у склад Байковецької сільської громади.
Населення — 648 (2023 рік).
У селі є став.

## Історія
Поблизу села виявлено археологічні пам'ятки пізнього палеоліту, бронзи і давньоруської культури.
Перша писемна згадка — 1463 як Сониківці.
1583 — власність князів Острозьких.
У 1734 через село проходив гайдамацький загін Верлана
До 1939 діяли т-ва «Просвіта», «Січ», «Сільський господар», «Рідна школа», «Союз українок», «Каменярі», кооператива.
12 червня 2020 року, відповідно до розпорядження Кабінету Міністрів України № 724-р «Про визначення адміністративних центрів та затвердження територій територіальних громад Тернопільської області» увійшло до складу Байковецької сільської громади.
19 липня 2020 року, в результаті адміністративно-територіальної реформи та ліквідації Тернопільського району, село увійшло до складу новоутвореного Тернопільського району.

## Населення
За переписом населення України 2001 року в селі мешкало 735 осіб.
Станом на 19 жовтня 2023 року у селі прождиває 653 жителі.

### Мова
Розподіл населення за рідною мовою за даними перепису 2001 року:
| Мова       | Відсоток |
| ---------- | -------- |
| українська | 99,45 %  |
| російська  | 0,55 %   |

## Символіка
Попередній герб та прапор було затверджено 21 грудня 2017р. рішенням №496 XXVIII сесії сільської ради VII скликання.Сучасна символіка села була затверджена. рішенням сесії сільської ради.26 лютого 2021 рокуАвтори — В.М.Напиткін, С.В.Ткачов, К.М.Богатов.

### Герб
В лазуровому щиті з зеленої бази виходить золотий мурований міст з двома арками. У лівій частині розміщено елементи герба перших власників села князів Острозьких: срібна шестипроменева зірка, супроводжувана вгорі половиною дуги, завершеної стрілою, внизу півмісяцем в балку ріжками догори. У правій елементи герба ще одних відомих власників села Потоцьких: білий семираменний хрест. Щит вписаний в декоративний картуш і увінчаний золотою сільською короною. Унизу картуша написи «СТЕГНИКІВЦІ» і «1463». 

### Прапор
Квадратне полотнище поділене горизонтально на дві частини – синю і зелену – у співвідношення 11:1. Із зеленої частини виходить жовтий мурований залізничний міст висотою в 10/12 від висоти прапора, з двома арками. У лівій біла шестипроменева зірка, супроводжувана вгорі половиною дуги, завершеної стрілою, внизу горизонтальним півмісяцем ріжками догори. У правій білий семираменний хрест.

### Тлумачення символіки
Залізничний міст – місцева архітектурна пам’ятка. Срібні зірка, острога і півмісяць – символ Острозьких, семираменний хрест – Потоцьких. Корона означає статус населеного пункту. На Прапорі повторюються кольори Герба.

## Пам'ятки
Є церква Різдва Пресвятої Богородиці (1898, кам'яна; освятив Андрей Шептицький), «фіґури» на пам'ять про велику пошесть (1850), на честь скасування панщини (2-а пол. 19 ст.) та тверезості (1874).
Споруджено пам'ятний знак воїнам-односельцям, полеглим під час німецько-радянської війни (1985), насипано символічну могилу УСС (1993).

## Соціальна сфера
Працюють ЗОШ 1-2 ступ., клуб, бібліотека, ФАП, ТОВ «Стегниківське», ТОВ «Україна».

## Рекреаційна сфера
Населений пункт може похвалитися великою водоймою, що частково поросла навколо густим сосновим лісом. Тут можна дихати свіжим повітрям, рибалити, засмагати, купатися як самому, так і з сім’єю.

## Відомі люди

### Народилися
- диригент В. Баран,
- літературознавець, бібліограф Мирослав Бутрин,
- правник С. Воркун,
- військовик, педагог, громадський діяч В. Кривоус,
- підприємець, громадський діяч С. Кривоус.
- Дячун Теодор Григорович — станичний УПА, керівник Білоцерківської станиці Київського крайового братства ОУН-УПА.
- Богдан Чорномаз - український правозахисник, історик, громадський діяч[8]

### Працювали
- Мирослав Кубант. - український господарник, громадський діяч

### Померли
- Шепета Василь - командир ТВ-16 «Серет», Лицар Бронзового хреста бойової заслуги УПА.

## Галерея

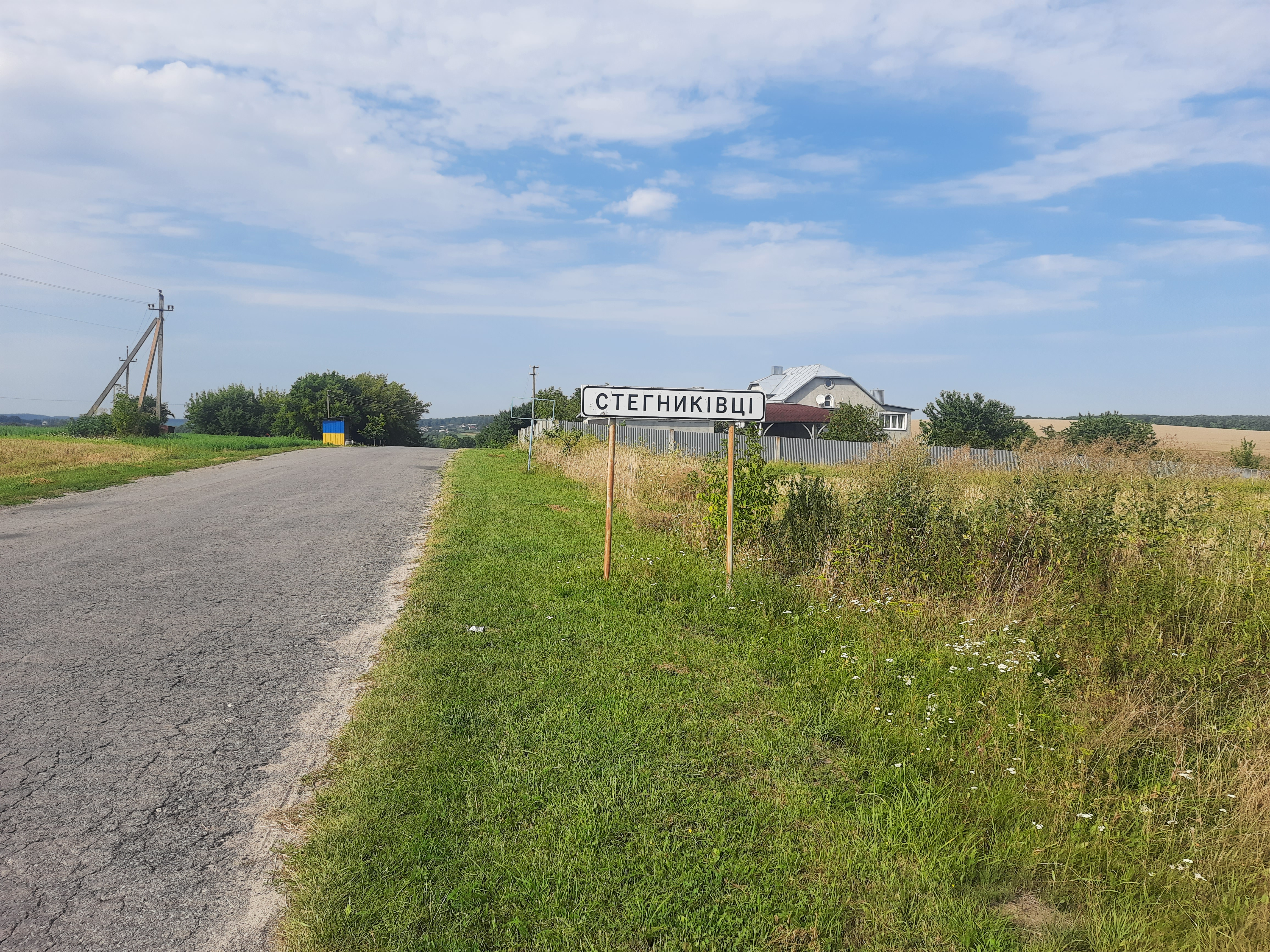
Дорожній знак при в'їзді в село
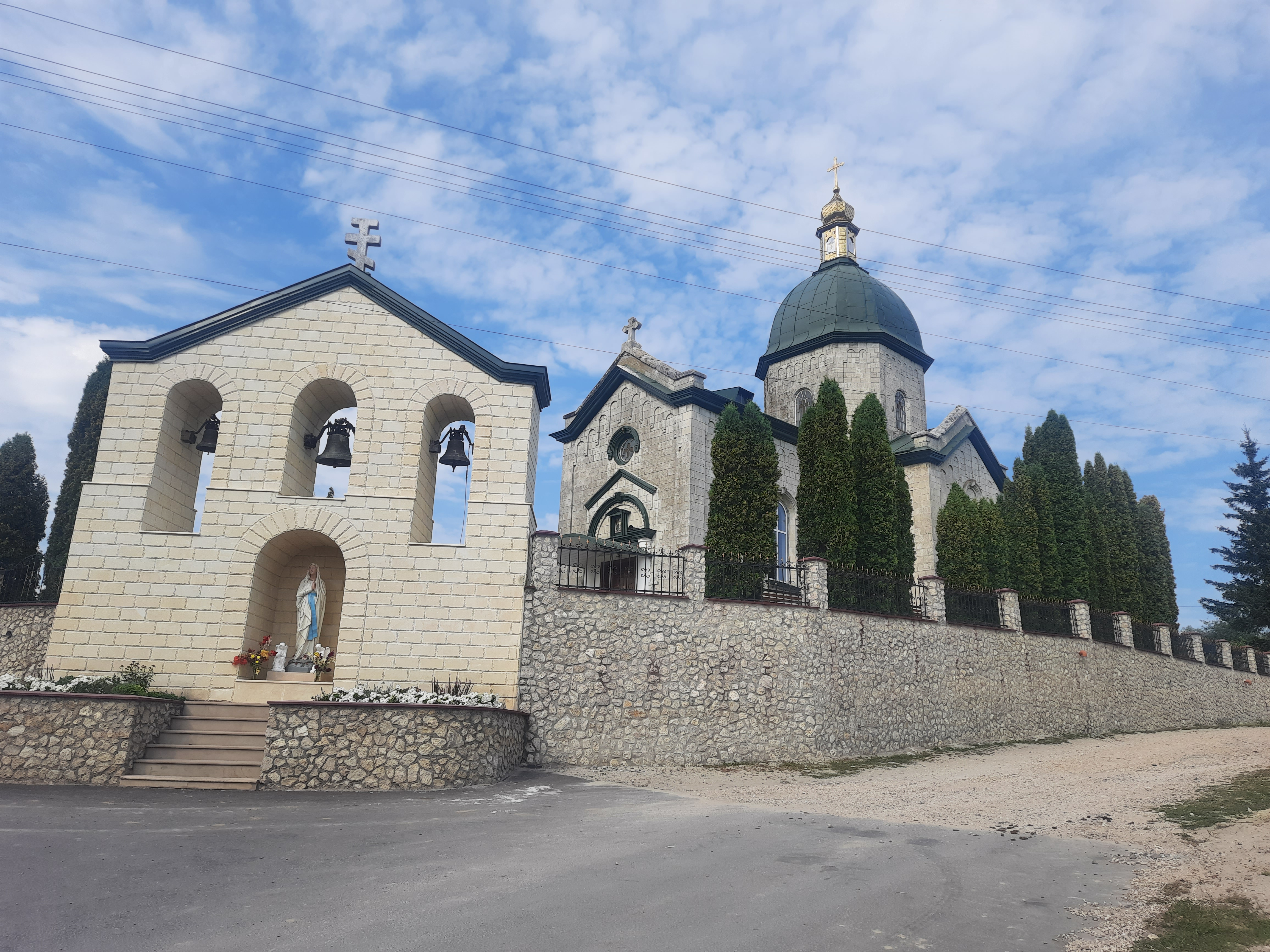
Церква Різдва Пресвятої Богородиці (1898)
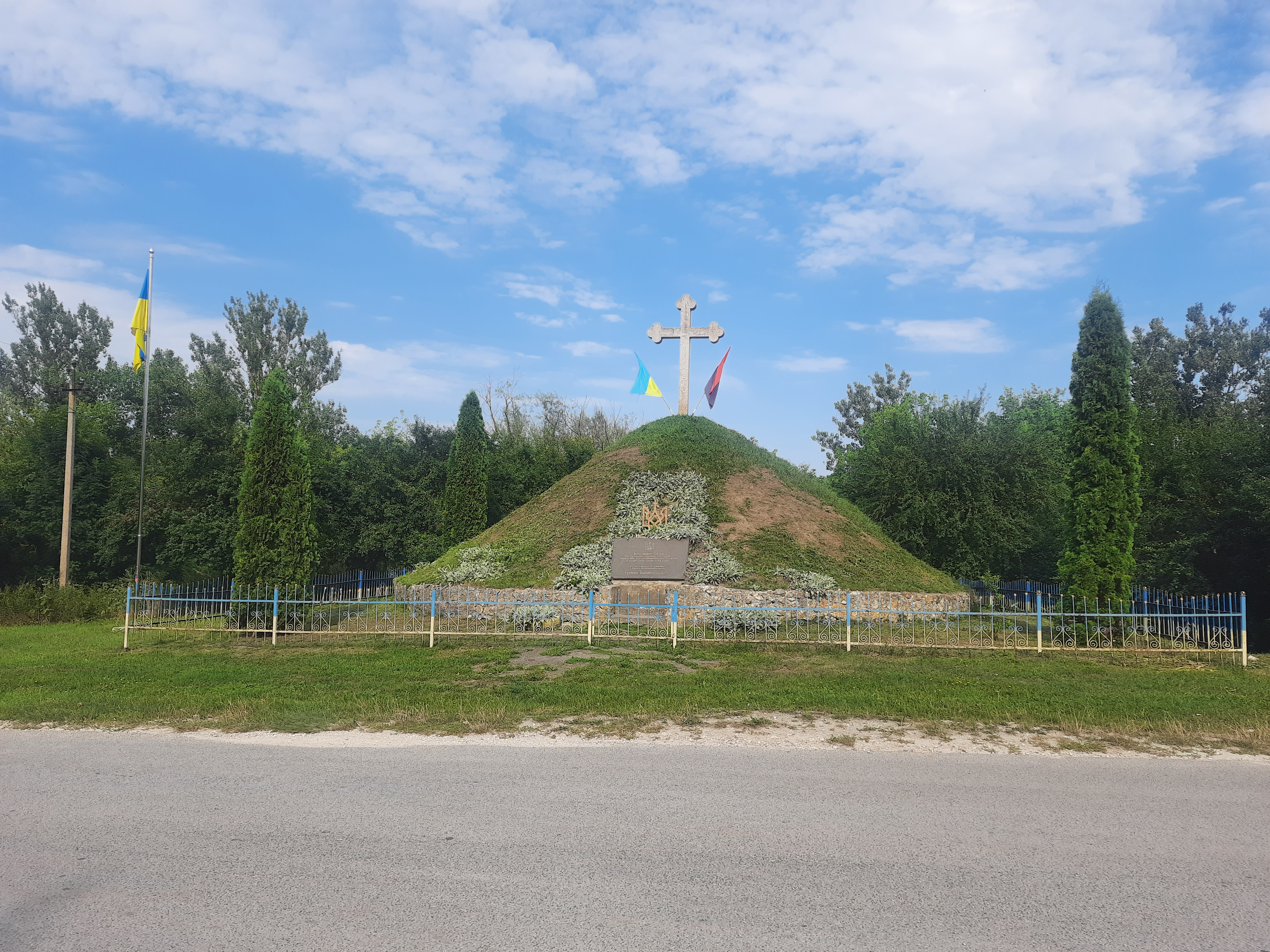
Символічна могила Борцям за волю України
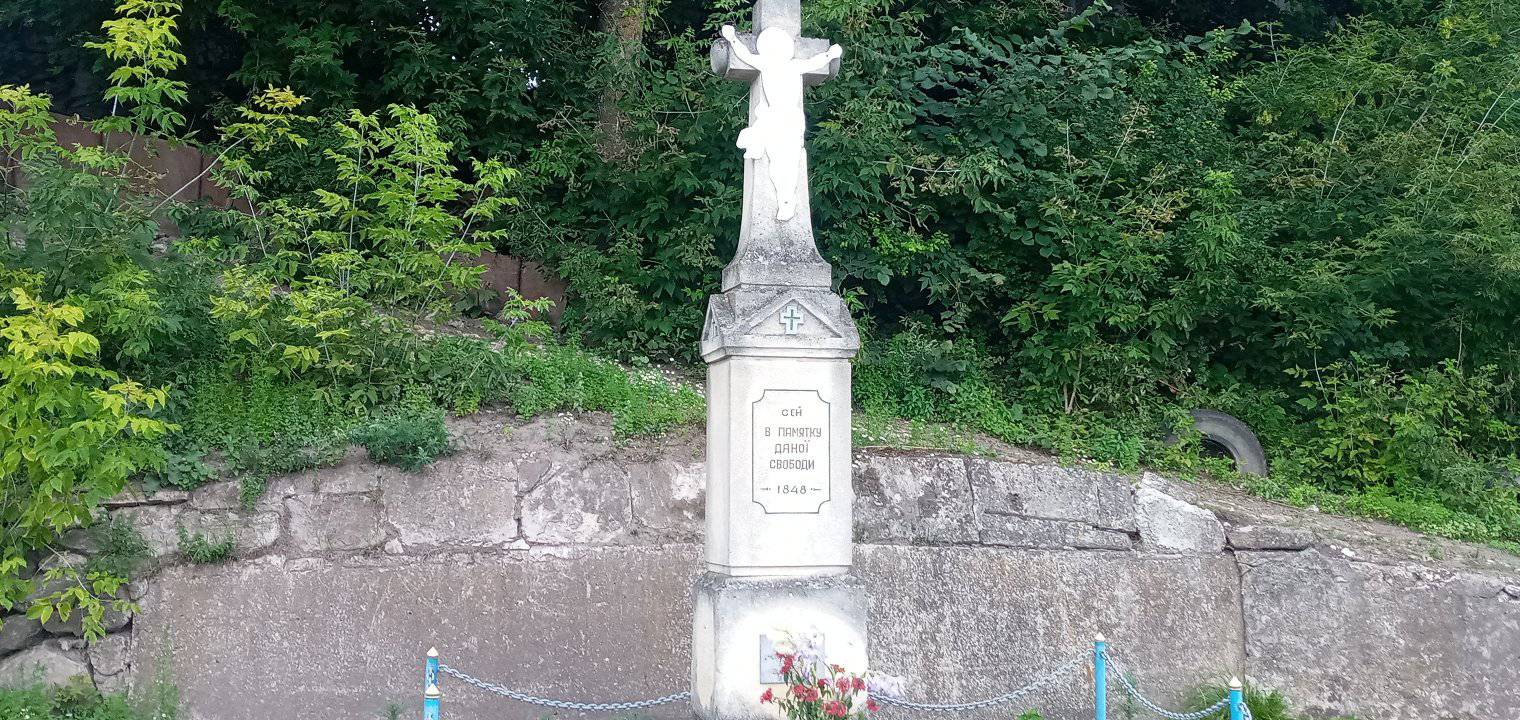
«Фіґура» на честь знесення панщини у 1848 р у Стегниківцях
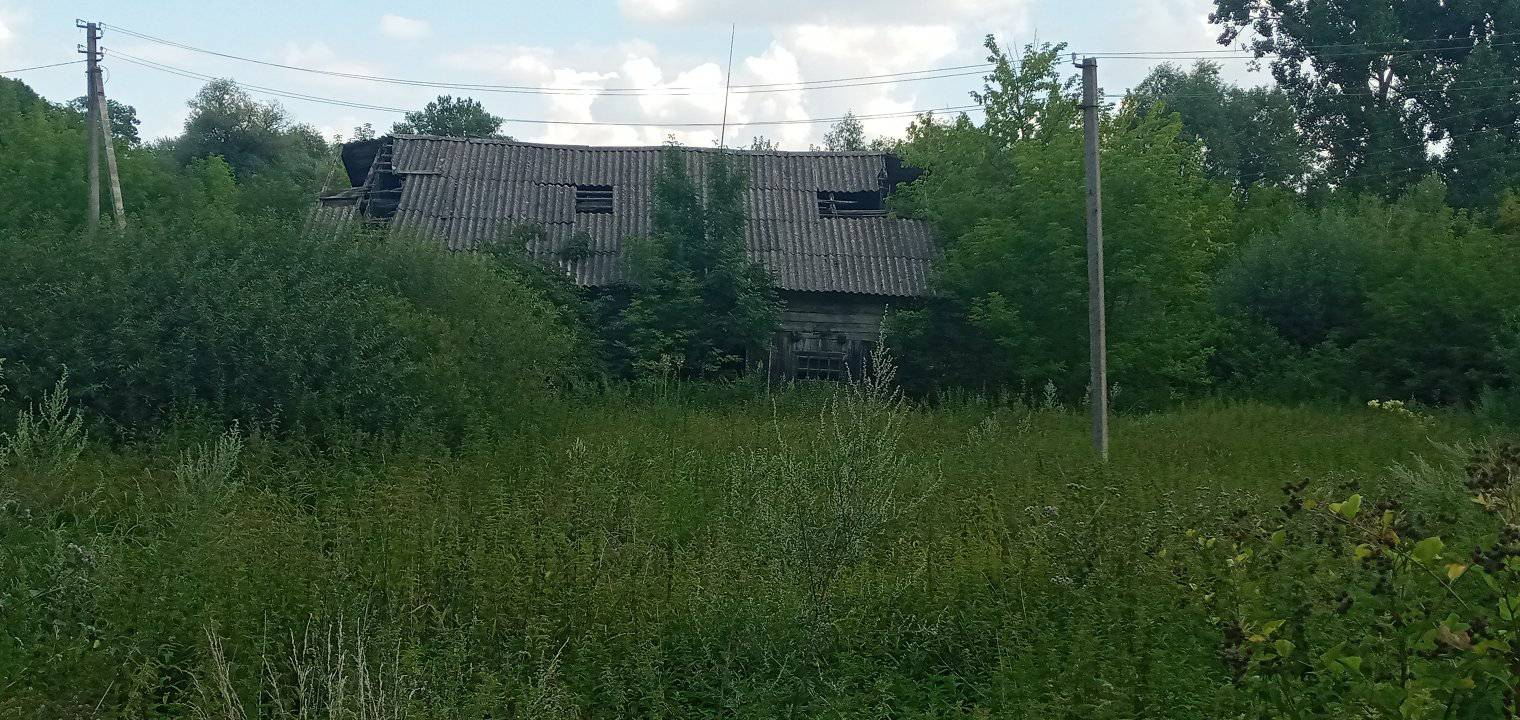
Млин у с. Стегниківці
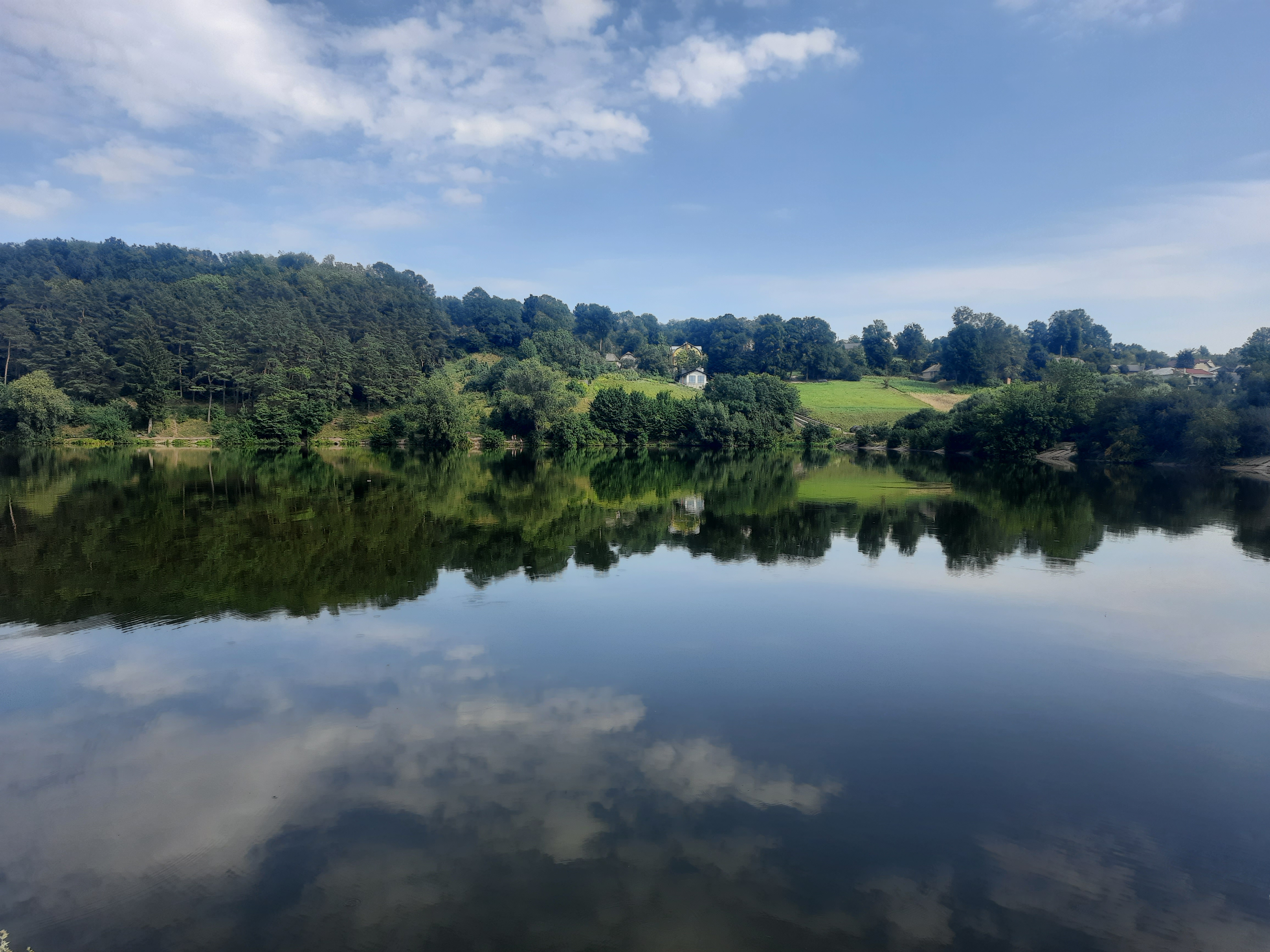
Став біля села
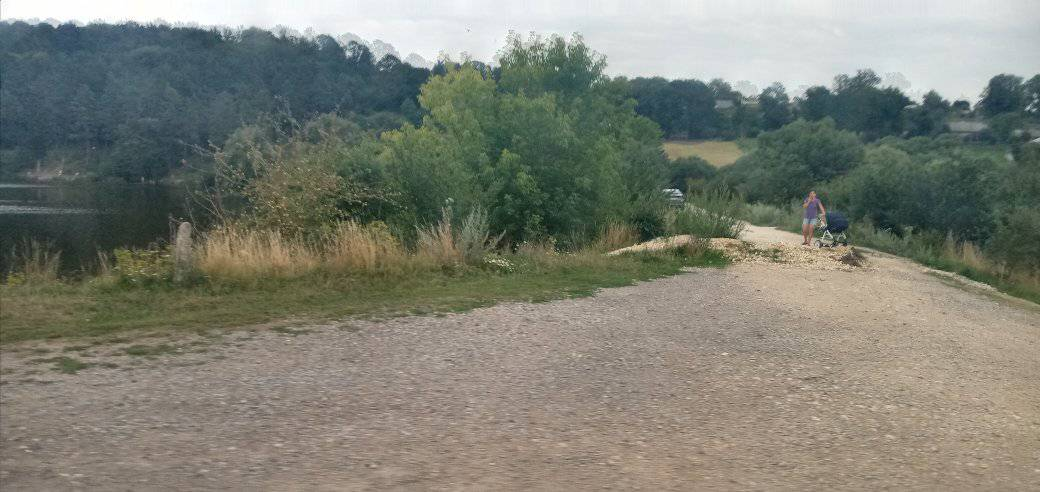
Дамба ставу у селі Стегниківці